# Haliptilon mauritianum
Haliptilon mauritianum (Børgesen) Garbary & H.W. Johansen, 1982 é o nome botânico de uma espécie de algas vermelhas pluricelulares do gênero Haliptilon.
- São algas marinhas encontradas no Quênia, Tanzânia e nas Ilhas Mauricias.

## Sinonímia
- Corallina mauritiana Børgesen,1943